# Reggie Johnson (basket-ball)
Reginald « Reggie » Johnson, né le 25 juin 1957 à Atlanta, en Géorgie, est un joueur américain de basket-ball. Il évolue durant sa carrière au poste d'ailier fort.

## Palmarès
- Champion NBA 1983
- Vainqueur de la Coupe Korać 1990